# Sarcodon
Sarcodon és un gènere de fongs basidiomicots de l'ordre dels teleforals (Thelephorales), conegut per la seva ecologia ectomicorrízica gairebé universal.
Les espècies de Sarcodon tenen basidiòspores de color groc a marró, amb longituds en el rang de 7,4 a 9 µm. Els basidiocarps són sovint tous i carnosos.

## Descripció
Carpòfor
carnós, de vegades de mida molt grossa.
Barret
aplanat, de vegades deprimit, de color marró, generalment cobert d'escates petites més fosques.
Himenòfor
format per espines fàcilment destacables, de color marró grisenc.
Cama
excèntrica, plena, carnosa.
Carn
compacte en exemplars joves, més suau en exemplars madurs.
Olor
fúngica, molt més marcada en exemplars secs.

## Espècies deSarcodon
El setembre de 2015, Index Fungorum va enumerar 49 espècies vàlides de Sarcodon. Tanmateix, el 2019 Larsson et al. va transferir 12 espècies al gènere Hydnellum.
L'espècie tipus és Sarcodon imbricatus (L.) P. Karst., altres espècies incloses són:
- Sarcodon aglaosoma Maas Geest. (1976)
- Sarcodon amarescens (Quél.) Quél. (1883)
- Sarcodon atroviridis (Morgan) Banquer (1906)
- Sarcodon bubalinus (Pers.) Maas Geest. (1956)
- Sarcodon caliginosus Maas Geest. (1974)
- Sarcodon calvatus (KA Harrison) KA Harrison (1984)
- Sarcodon candidus (JC Schmidt) Quél. (1886)
- Sarcodon carbonarius G. Cunn. ex Maas Geest. (1964)
- Sarcodon catalaunicus Maire (1937)
- Sarcodon commutatus Bourdot i Galzin (1924)
- Sarcodon conchyliatus Maas Geest. (1971)
- Sarcodon cyanellus (KA Harrison) KA Harrison (1984)
- Sarcodon cyanellus (KA Harrison) Stalpers (1993)
- Sarcodon cyrneus Maas Geest. (1975)
- Sarcodon cyrneus Maas Geest. (1975)
- Sarcodon deltinum R. Heim (1943)
- Sarcodon dissimulans K.A. Harrison (1984)
- Sarcodon excentricus Coker & Beers (1951)
- Sarcodon excentricus Coker & Beers ex RE Baird (1985)
- Sarcodon fennicus (P. Karst.) P. Karst. (1887)
- Sarcodon fragilis (Pers.) P. Karst. (1881)
- Sarcodon fragrans Chodat i C. Martín (1889)
- Sarcodon fuligineoviolaceus Banker
- Sarcodon fuligineoviolaceus (Kalchbr.) Pat. (1900)
- Sarcodon fuscoindicus (KA Harrison) Maas Geest. (1967)
- Sarcodon fusipes (Pers.) Pat. (1900)
- Sarcodon glaucopus Maas Geest. & Nannf. (1969)
- Sarcodon gracilis (Fr.) Quél. (1886)
- Sarcodon harrisonii R.E. Baird (1985)
- Sarcodon humilis Maas Geest. (1971)
- Sarcodon ianthinus Maas Geest. (1974)
- Sarcodon illudens Maas Geest. (1976)
- Sarcodon indurescens (D. Hall i D.E. Stuntz) Stalpers (1993)
- Sarcodon inopinatus Donk (1933)
- Sarcodon joeides (Pass.) Bat.
- Sarcodon laevigatus (Sw.) P. Karst. (1881)
- Sarcodon lanuginosus (K.A. Harrison) K.A. Harrison (1984)
- Sarcodon lepidus Maas Geest. (1975)
- Sarcodon leucopus (Pers.) Maas Geest. & Nannf. (1969)
- Sarcodon lobatus Nikol. (1964)
- Sarcodon lundellii Maas Geest. i Nannf. (1969)
- Sarcodon martioflavus (Snell, K.A. Harrison i H.A.C. Jacks.) Maas Geest. (1964)
- Sarcodon maximus P. Karst.
- Sarcodon mediterraneus A. Ortega i Contu (1991)
- Sarcodon piperatus Coker (1939)
- Sarcodon piperatus (Coker ex Maas Geest.) K.A. Harrison (1984)
- Sarcodon praestans Maas Geest. (1974)
- Sarcodon procerus Maas Geest. (1967)
- Sarcodon quietus Maas Geest. (1967)
- Sarcodon regalis Maas Geest. (1975)
- Sarcodon regalis Maas Geest. (1975)
- Sarcodon rimosus (K.A. Harrison) K.A. Harrison (1984)
- Sarcodon roseolus Banker (1913)
- Sarcodon rutilus Maas Geest. (1974)
- Sarcodon scabripes (Peck) Banker (1906)
- Sarcodon scabrosus (Fr.) P. Karst. (1881)
- Sarcodon squamosus (Schaeff.) Quél. (1886)
- Sarcodon stereosarcinon Wehm. (1940)
- Sarcodon subfelleus (K.A. Harrison) K.A. Harrison (1984)
- Sarcodon subincarnatus (K.A. Harrison) K.A. Harrison (1984)
- Sarcodon subsquamosus (Batsch) P. Karst. (1881)
- Sarcodon thwaitesii (Berk. & Broome) Maas Geest. (1964)
- Sarcodon underwoodii Banker (1906)
- Sarcodon ussuriensis Nikol. (1961)
- Sarcodon ustalis (K.A. Harrison) K.A. Harrison (1984)
- Sarcodon versipellis (fr.) Nikol. (1961)
- Sarcodon violaceus Quél.
- Sarcodon wrightii (Berk. i M.A. Curtis) Maas Geest. (1967)